# 上練馬村
上練馬村（かみねりまむら）は東京府に存在した村の一つである。

## 地理
東京都練馬区の旭町、土支田、光が丘、田柄、春日町、高松、貫井、向山に相当する。

## 歴史
- 1644年（正保年間）ころ - 練馬村上組といわれていたが、正保の改までに上練馬村と下練馬村の2村に分立した[2]。
- 1827年（文政10年） - 文政の改革により上板橋村を大惣代とする組合村（寄場組合）に所属する[3]。『新編武蔵風土記稿』では豊島郡野方領の内に記されている[4]。
- 1868年（明治元年） - 明治維新により、はじめ鎮台府、ついで武蔵知県事松村忠四郎の管轄となるが[5]、まもなく古賀定雄に交代[6]。
- 1869年3月21日（明治2年2月9日） - 武蔵知県事古賀定雄の管轄区域に品川県が設置される[7]。
- 1870年1月19日（明治2年12月18日） - 品川県内の寄場組合が廃止され、中荒井村を筆頭とする22番組に所属。
- 1872年1月14日（明治4年12月5日） - 東京府に編入され新宿口第22区の所属となる。
- 1873年（明治6年）3月18日 - 朱引外大小区改正により東京府第8大区7小区の所属となる[8]。
- 1878年（明治11年）11月2日 - 郡区町村編制法施行により東京府北豊島郡上練馬村となる。
- 1889年（明治22年）5月1日 - 同年4月1日の町村制施行に伴い、本地域で、明治の大合併が起こる。
上練馬村は下土支田村を吸収合併し東京府北豊島郡上練馬村となり、上練馬、下土支田、白子を大字とする。
- 1897年（明治30年） - 大字上練馬字中ノ宮2064番地に村役場建立[1]
- 1926年（大正15年）9月15日 - 豊島園一部開園
- 1927年（昭和2年）4月29日 - 豊島園全面開園
- 1929年（昭和4年） - 大字上練馬字中ノ宮2063番地に村役場移転[1]
- 1932年（昭和7年）10月1日 - 板橋区成立

東京市が隣接5郡（豊多摩郡・北豊島郡・荏原郡・南足立郡・南葛飾郡）82町村を編入。
練馬地区には練馬派出所と石神井派出所が設置されるも、重要な書類は板橋区役所まで行かないとならない。
後に、練馬派出所は練馬支所、石神井派出所は石神井出張所へと昇格。
上練馬村は以下の6町に分立する。
- 練馬土支田町（旧：下土支田村、現：土支田、旭町の一部）
- 練馬田柄町（旧：上練馬村字田柄など、現：田柄）
- 練馬春日町（旧：上練馬村字中ノ宮、海老ケ谷戸、尾崎、現：春日町）
- 練馬向山町（旧：上練馬村字向山など、現：向山）
- 練馬高松町（旧：上練馬村字高松など、現：高松）
- 練馬貫井町（旧：上練馬村字貫井など、現：貫井）

- 1943年（昭和18年）7月1日 - 東京都制が施行され、旧上練馬村は東京都板橋区に属す。

上練馬村役場は板橋区土木出張所として利用される。
- 1943年（昭和18年）12月21日 - 成増飛行場が完成。
- 1947年（昭和22年）8月1日 - 練馬区独立。

板橋区から旧1町4村の領域（北豊島郡練馬町・上練馬村・中新井村・石神井村・大泉村）を練馬区として分離独立する。旧上練馬村は東京都練馬区に属する事となる。
それに伴い、各町名にある練馬の冠称を取り除く。
- 1948年（昭和23年）6月 - 成増飛行場跡地にグラントハイツを建設。
- 1949年（昭和24年） - 上練馬村役場は練馬区役所第四出張所として1961年（昭和36年）まで利用される。
- 1973年（昭和48年）9月30日 - グラントハイツの全面返還完了。

## 行政
- 旧村役場（1897年 - 1929年） - 大字上練馬字中ノ宮2064番地[1]
- 新村役場（1929年 - 1943年） - 大字上練馬字中ノ宮2063番地、現春日町3-35[1]

## 寺院・神社
- 八幡神社 - 大字上練馬字宮本、現高松1-16
- 北野神社 - 大字下土支田字俵久保、現土支田4-28-1
- 春日神社
- 愛染院 - 大字上練馬字北中宮、現春日町4-17-1
- 寿福寺 - 大字上練馬字中宮、現春日町3-2-22
- 円光院 - 大字上練馬字北貫井、現貫井5-7
- 妙安寺 - 大字下土支田字後安、現旭町3-10
- 本覚寺 - 大字下土支田字西八丁堀、現旭町1-26

## 教育
- 村立練馬小学校（練馬区立練馬小学校）
- 村立練馬小学校第一分教場（練馬区立練馬第二小学校）
- 村立豊渓小学校（練馬区立豊渓小学校）

## 交通

### 鉄道
- 東上鉄道（現東武東上線）

1914年（大正3年）5月1日 - 東上鉄道開通当時
池袋方面：-下板橋-池袋
川越方面：-成増-膝折-志木-鶴瀬-上福岡-川越西町-川越町-田面沢
1932年（昭和7年）10月1日 - 上練馬村消滅当時
池袋方面：-下赤塚-東武練馬-上板橋-大山-金井窪-下板橋-池袋
寄居方面：-成増-朝霞-志木-鶴瀬-上福岡-新河岸-川越西町-川越市-霞ヶ関-鶴ヶ島-坂戸町-高坂-武州松山-菅谷-小川町-竹沢-男衾-鉢形-寄居
- 武蔵野鉄道（現西武池袋線）

1915年（大正4年）4月15日 - 武蔵野鉄道開通当時
池袋方面：-練馬-東長崎-池袋
飯能方面：-石神井-保谷-東久留米-所沢-小手指-元狭山-豊岡町-仏子-飯能
1932年（昭和7年）10月1日 - 上練馬村消滅当時
池袋方面：貫井-中村橋-練馬-江古田-東長崎-椎名町-上り屋敷-池袋
飯能方面：貫井-石神井-東大泉-保谷-田無町-東久留米-清瀬-秋津-所沢-西所沢-三ヶ島村-武蔵藤沢-豊岡町-（黒須貨物）-仏子-飯能-東飯能-天覧山-高麗-武蔵横手-東吾野-吾野
- 武蔵野鉄道豊島線（現西武豊島線）

1927年（昭和2年）10月15日 - 豊島駅開業当時　豊島-練馬

### 乗合自動車
- 池袋乗合自動車（中仙道乗合自動車→東都乗合自動車→国際興業）
  - 成増駅前-田柄久保-田柄-丸久保-練馬町役場-氷川神社前-正久保-羽根沢-江古田
  - 成増駅前-田柄久保-練馬郵便局前-練馬宿-七軒家-上ノ根-中板橋-轡神社前-大山-大山踏切-四ツ又-下板橋-金井窪-金星館前-氷川神社前-本村-重林寺-東京幼年保護所前-西山-平和湯前-川崎第百銀行-池袋駅西口前

- 板橋乗合自動車（東都乗合自動車→国際興業）
  - 板橋駅前-税務署前-板橋警察前-元郡役所前-王子新道-板橋町役場前-坂上-岩ノ坂下-練馬横丁-岩坂榎前-前野飛行場前-上板橋駅-練馬宿-丸久保-上練馬登記所-豊島園

- ダット自動車（ダット乗合自動車→東京環状乗合自動車→東京都交通局(都営バス)）
  - 目白駅前-目白聖公会前-下落合交番前-落合郵便局前-中央薬局前-ライオンガレーヂ前(元銀行前)-椎名町営業所前-青物市場前-海上火災運動場前-東長崎車庫前-水道向-江古田駅前-武蔵高校前-三枚橋-練馬駅前-豊島園前

### 道路
- ふじ大山道

## 名所・旧跡
- 練馬城址
- 練馬大根碑（春日町4-16）